# 白羽扇豆
白羽扇豆（学名：Lupinus albus）为豆科羽扇豆属下的一个种。其种加词“albus”意为“白的”。

## 分类
本种有一个受承认的亚种：

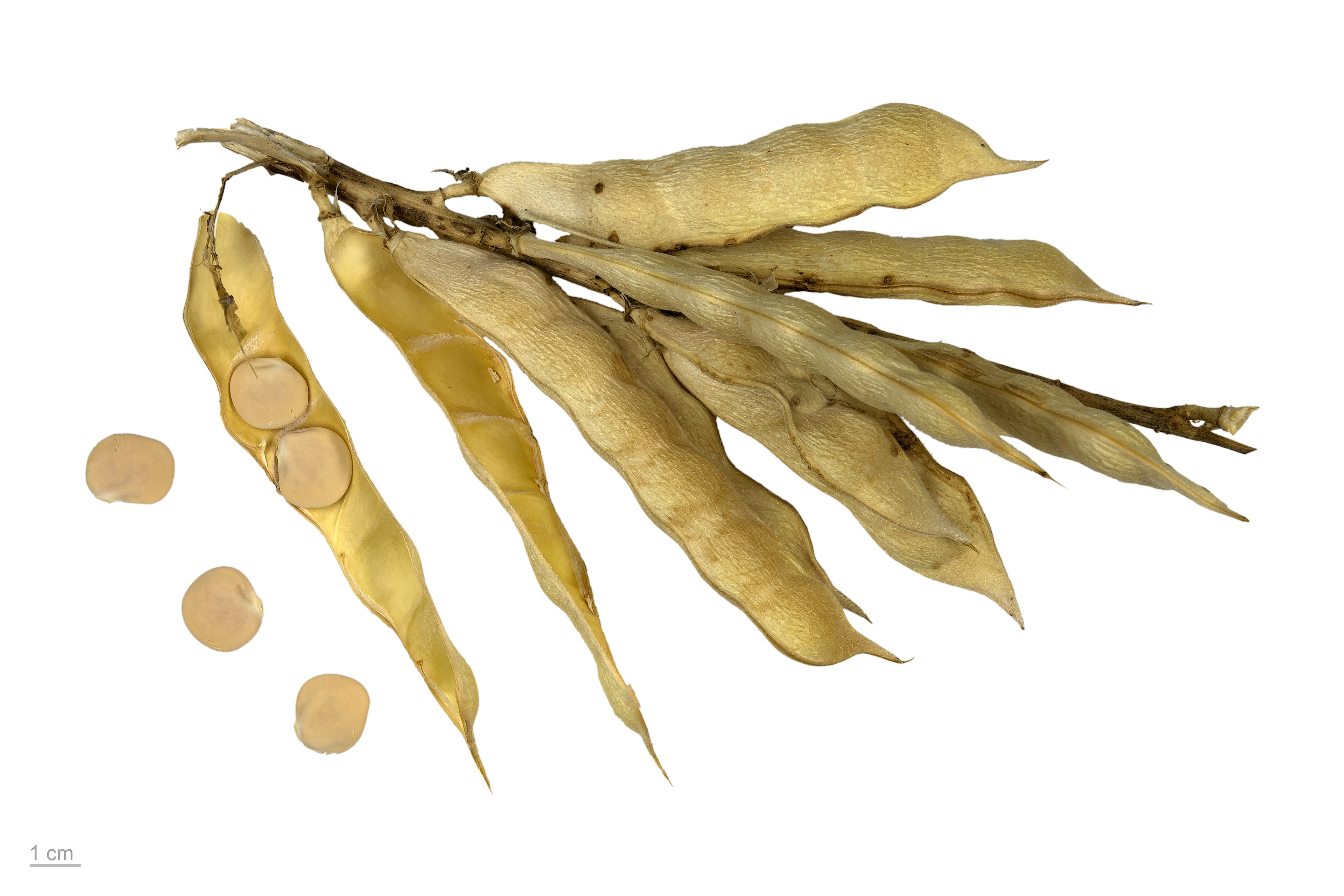
Lupinus albus

- 西西里白羽扇豆 Lupinus albus subsp. albus